# Megascelis
Megascelis is een geslacht van kevers uit de familie bladkevers (Chrysomelidae).
De wetenschappelijke naam van het geslacht werd in 1826 gepubliceerd door Sturm.

## Soorten
- Megascelis altamira Tiape Gomez & Savini, 2001
- Megascelis anisobia Tiape Gomez & Savini, 2001
- Megascelis carbonera Tiape Gomez & Savini, 2001
- Megascelis fissurata Tiape Gomez & Savini, 2001
- Megascelis fusipes Tiape Gomez & Savini, 2001
- Megascelis miranda Tiape Gomez & Savini, 2001
- Megascelis proteus Tiape Gomez & Savini, 2001
- Megascelis yepezi Tiape Gomez & Savini, 2001